# Stefan Collignon

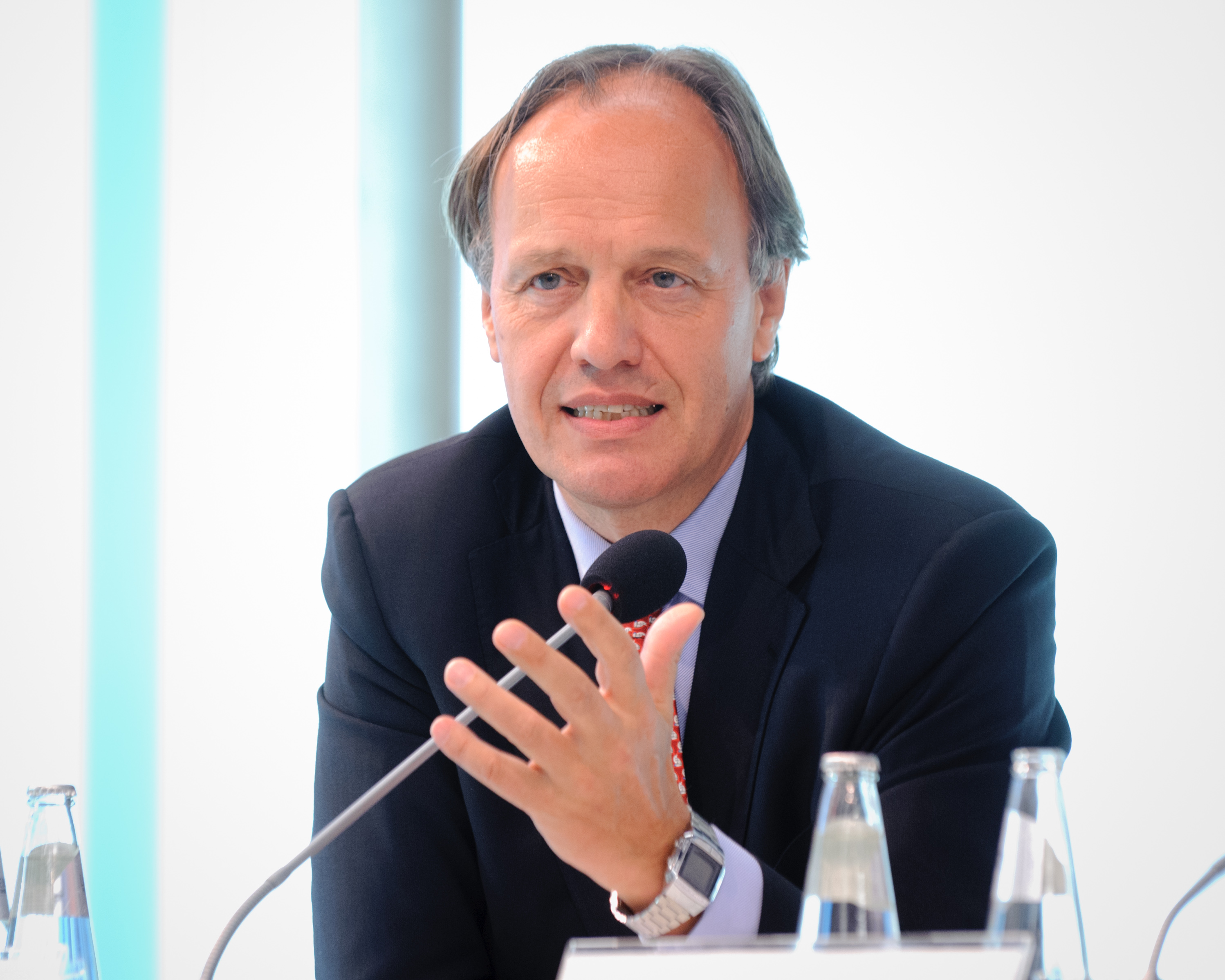
Stefan Collignon, 2012

Stefan C. Collignon (* 11. Dezember 1951 in München) ist ein deutscher Volkswirt.

## Akademischer Werdegang
Nach seinem Abitur am humanistischen Ludwigsgymnasium in München hat Collignon an der Freien Universität Berlin Volkswirtschaft studiert und dort – nach einem zeitweiligen Auslandsstudium am Institut d’études politiques de Paris von 1974 bis 1975 – im Jahre 1977 den Grad eines Diplom-Volkswirtes erworben. Im Jahre 1989 wurde er an der Freien Universität Berlin promoviert und 1999 habilitiert. Zuvor war er an der University of Dar es Salaam, Tansania, dem Department of International Development (Queen Elizabeth House, QEH), der Universität von Oxford, und der London School of Economics and Political Science als Forschungsstipendiat tätig.

## Berufliche Tätigkeit
Von 1977 bis 1979 arbeitete Collignon als Entwicklungshelfer mit dem deutschen Entwicklungsdienst (DED) in Tanzania. Von 1981 bis 1988 war er in London unternehmerisch tätig. Nach dem Verkauf seiner Firma Dorcas Ltd, wurde er Forschungsdirektor der Association für die Europäische Währungsunion in Paris (1988–1999). Er prägte den Begriff der „einheitlichen Währung“ (single currency) die alle nationalen Währungen ersetzt. Zum Beginn der Europäischen Währungsunion und nach dem rot-grünen Wahlsieg vom 27. Oktober 1998 trat Collignon als Unterabteilungsleiter in die Euroabteilung des Bundesministeriums der Finanzen ein, gab diesen Posten aber zum Jahresende 2000 wieder auf. Collignon galt als Befürworter einer nachfrageorientierten Finanz- und Steuerpolitik und wollte auch eine vollintegrierte europäische Makropolitik etablieren. Zusammen mit Maria João Rodrigues gilt er als ein Begründer der Lissabon-Strategie und des makroökonomischen Dialogs in der EU.
Seit Januar 2001 lehrte Collignon als Professor für europäische politische Ökonomie an der London School of Economics and Political Science. In der Zeit von 2005 bis 2007 hatte er eine Gastprofessur zum Thema „Government“ an der Harvard University. Von 2007 bis 2022 war er Professore ordinario für Wirtschaftspolitik an der Sant’Anna School of Advanced Studies in Pisa. Collignon war auch regelmäßig Gastprofessor an der Universität Hamburg im Fachbereich Sozialökonomie im Studiengang Master of Arts in European Studies und seit 2015 im Sommersemester an der Chulalongkorn-Universität Bangkok. 2023/24 war er dort full time research professor. Seit 2023 ist Collignon Associate Professor am Economics Department der Harvard University und lehrt wieder an der LSE.
Collignon hat ausführlich zum Thema „Europäische Republik“ publiziert. Er setzt sich für eine demokratisch gewählte Regierung für die Europäische Union ein. Als Gründer der Association France-Birmanie unterstützt Collignon seit drei Jahrzehnten die Demokratiebewegung in Burma/Myanmar.

## Veröffentlichungen
- mit Christian Paul: Pour la République européenne. Odile Jacob, Paris 2008.
- Bundesrepublik Europa. Mit einem Vorwort von Kurt Beck. Vorwärts, Berlin 2007.
- Europa reformieren – Demokratie wagen. Friedrich-Ebert-Stiftung, Bonn 2006.
- Vive la République européenne. Éditions de La Martinière, Paris 2004.
- mit Daniela Schwarzer: Private Sector Involvment in the Euro. The Power of Ideas. Routledge, London 2003.
- Monetary Stability in Europe. Routledge, London, 2003.
- Das europäische Währungssystem im Übergang. Gabler, Wiesbaden 1994.
- Regionale Integration und Entwicklung in Ostafrika. Institut für Afrika-Kunde, Hamburg 1990.